# Drepanosticta paruatia
Drepanosticta paruatia är en trollsländeart som beskrevs av Van Tol 2005. Drepanosticta paruatia ingår i släktet Drepanosticta och familjen Platystictidae. Inga underarter finns listade i Catalogue of Life.